# Brooksfilms-filmek listája
Ez a lista Oscar-díjas Mel Brooks által alapított Brooksfilms nevű filmstúdió filmjeit tartalmazza.
| Cím                               | Forgalmazó                           | Gyártási év | Bevétel     |
| --------------------------------- | ------------------------------------ | ----------- | ----------- |
| Fatso                             | 20th Century Fox                     | 1980        | $7,653,061  |
| Loose Shoes                       | National American Films              | 1980        | N/A         |
| Az elefántember                   | Paramount Pictures                   | 1980        | $26,010,864 |
| Világtörténelem – 1. kötet        | 20th Century Fox                     | 1981        | $31,672,907 |
| Legkedvesebb évem                 | Metro-Goldwyn-Mayer                  | 1982        | $20,123,620 |
| Frances                           | Universal Pictures                   | 1982        | N/A         |
| Lenni vagy nem lenni              | 20th Century Fox                     | 1983        | $13,030,214 |
| A doktor és az ördögök            | 20th Century Fox                     | 1985        | $147,070    |
| A légy                            | 20th Century Fox                     | 1986        | $60,629,159 |
| Napgyermekek                      | Metro-Goldwyn-Mayer                  | 1986        | $1,579,260  |
| Egy ház Londonban                 | Columbia Pictures                    | 1987        | $1,083,486  |
| Űrgolyhók                         | Metro-Goldwyn-Mayer                  | 1987        | $38,119,483 |
| A légy 2.                         | 20th Century Fox                     | 1989        | $38,903,179 |
| Az élet büdös                     | Metro-Goldwyn-Mayer                  | 1991        | $4,102,526  |
| Kísértet                          | Metro-Goldwyn-Mayer                  | 1992        | $5,900      |
| Robin Hood, a fuszeklik fejedelme | 20th Century Fox                     | 1993        | $35,739,755 |
| Drakula halott és élvezi          | Columbia Pictures                    | 1995        | $10,772,144 |
| Producerek                        | Universal Pictures Columbia Pictures | 2005        | $38,058,335 |
| Blazing Samurai                   | Open Road Films                      | 2017        |             |

## Fordítás
- Ez a szócikk részben vagy egészben  a   List of Brooksfilms productions című angol Wikipédia-szócikk fordításán alapul.  Az eredeti cikk szerkesztőit annak laptörténete sorolja fel. Ez a jelzés csupán a megfogalmazás eredetét és a szerzői jogokat jelzi, nem szolgál a cikkben szereplő információk forrásmegjelöléseként.